# Hạt alpha
Hạt alpha hay tia alpha là một dạng của phóng xạ. Đó là hạt bị ion hóa cao và khó có khả năng đâm xuyên. Hạt alpha gồm hai proton và hai neutron liên kết với nhau thành một hạt giống hệt hạt nhân nguyên tử helium. Do đó, hạt alpha có thể được viết là He2+ hoặc là {\displaystyle _{2}^{4}{\textrm {He}}^{2+}}chỉ ra một ion heli có điện tích +2 (thiếu hai electron của nó). Nếu ion thu được electron từ môi trường của nó, hạt alpha trở thành nguyên tử heli bình thường là {\displaystyle _{2}^{4}{\textrm {He}}} (trung hòa). Các hạt alpha, giống như hạt nhân helium, có độ xoáy ròng bằng không. Do cơ chế sản xuất của chúng trong phân rã phóng xạ alpha tiêu chuẩn, các hạt alpha thường có động năng khoảng 5 MeV và vận tốc trong khoảng 5% tốc độ ánh sáng. Chúng là một dạng bức xạ hạt có tính ion hóa cao và (là kết quả từ phân rã alpha phóng xạ) có độ sâu thâm nhập thấp. Trong không khí, tia α chuyển động với vận tốc khoảng 20 000 km/s. Đi được chừng vài cm trong không khí và chừng vài μm trong vật rắn, không xuyên qua được tấm bìa dày 1 mm.
Hạt alpha xuất hiện trong phân rã của hạt nhân phóng xạ như là urani hoặc radi trong một quá trình gọi là phân rã alpha (tiếng Anh: alpha decay). Đôi khi sự phân rã làm hạt nhân ở trạng thái kích thích khởi động phân rã gamma để giải thoát năng lượng.
Tia alpha lệch về phía cực âm của tụ điện, mang điện tích dương (gấp 2 lần điện tích của proton), có khối lượng bằng nguyên tử heli.
Phương trình phóng {\displaystyle _{Z}^{A}{\textrm {X}}\rightarrow _{Z-2}^{A-4}{\textrm {Y}}+_{2}^{4}{\textrm {He}}}
   Dạng rút gọn {\displaystyle _{Z}^{A}{\textrm {X}}\rightarrow _{Z-2}^{A-4}{\textrm {Y}}}